# Episodi di Critical Role (prima stagione)

Il cast nella sigla d'apertura della campagna uno.

La prima stagione della webserie a tema Dungeon & Dragons Critical Role, intitolata Campagna 1: Vox Machina (Campaign 1: Vox Machina), è stata resa disponibile sul canale ufficiale YouTube di Geek & Sundry ogni giovedì alle 19:00 (PDT) dal 12 marzo 2015 al 12 ottobre 2017 per un totale di 115 episodi suddivisi in sei archi narrativi.
La campagna inizia in medias res dal punto della storia in cui era arrivato il cast giocando a casa loro, motivo per il quale le partite precedenti al primo episodio, non registrate, sono state distribuite in altri formati. Nel corso della produzione lo show si è evoluto in maniera significativa, implementando scenografie e microfoni inoltre, nel novembre 2016, Geek & Sundry è stato acquistato dal servizio streaming di Legendary Digital Network Alpha, che è diventato il nuovo emittente della serie incrementandone il reparto grafico e visivo, mentre i sottotitoli dei video sono stati realizzati ad opera dei fan.
Durante la Campagna 1 è uscito dal cast principale Orion Acaba, mentre vi si sono aggiunti in qualità di guest star: Felicia Day, Mary Elizabeth McGlynn, Wil Wheaton, Will Friedle, Kit Buss, Jason C. Miller, Chris Hardwick, Chris Perkins, Patrick Rothfuss, Noelle Stevenson, Jon Heder, Darin De Paul e Joe Manganiello.
Nel 2022 la campagna è stata adattata nella serie d'animazione La leggenda di Vox Machina.

## Episodi

### Campagna pre-streaming
Nel continente di Tal'Dorei, a Exandria, i gemelli mezzelfi Vax e Vex si imbattono nella loro parirazza druida Keyleth mentre investigano delle misteriose sparizioni presso la palude della città di Stilben, finendo per trovarsi casualmente coinvolti nelle vicissitudini di altri tre avventurieri: Grog, Scanlan e il dragonide Tiberius, giunti in città per loro tornaconto. I sei uniscono le forze per sgominare una gilda di assassini e, in seguito, si dirigono a Westruun accogliendo tra le proprie file la gnoma chierica Pike, sconfiggono un gruppo di non morti ed una setta di cultisti grazie all'aiuto del pistolero Percy, che liberano da una prigione locale. Il gruppo, inizialmente battezzatosi S.H.I.T.s (Super High-Intensity Team) diviene ufficialmente noto come Vox Machina e, dopo aver salvato da un complotto il Sovrano Uriel Tal'Dorei III, riceve la nomina a "Protettori del Reame" ed una residenza chiamata Greyskull Keep nella capitale, Emon.

### Campagna in streaming

#### Arco Narrativo di Kraghammer
| nº | Titolo                           | Pubblicazione  |
| -- | -------------------------------- | -------------- |
| 1  | Arrival at Kraghammer            | 12 marzo 2015  |
| 2  | Into the Greyspine Mines         | 19 marzo 2015  |
| 3  | Strange Bedfellows               | 26 marzo 2015  |
| 4  | Attack on the Duergar Warcamp    | 2 aprile 2015  |
| 5  | The Trick about Falling          | 9 aprile 2015  |
| 6  | Breaching the Emberhold          | 16 aprile 2015 |
| 7  | The Throne Room                  | 23 aprile 2015 |
| 8  | Glass and Bone                   | 30 aprile 2015 |
| 9  | Yug'Voril Uncovered              | 7 maggio 2015  |
| 10 | K'Varn Revealed                  | 14 maggio 2015 |
| 11 | The Temple Showdown              | 21 maggio 2015 |
| 12 | Dungeons & Dragons Campaign Tips | 28 maggio 2015 |
| 13 | Escape from the Underdark        | 4 giugno 2015  |
| 14 | Shopping and Shipping            | 11 giugno 2015 |
| 15 | Skyward                          | 25 giugno 2015 |
| 16 | Enter Vasselheim                 | 25 luglio 2015 |

La maga umana Lady Allura Vysoren, membro del Consiglio di Tal'Dorei, incarica i Vox Machina di indagare sulla scomparsa della sua compagna, la halfling paladina Lady Kima di Vord, avvenuta nei pressi della cittadella nanica di Kraghammer. Giunti sul posto, gli avventurieri si addentrano nelle profondità del Sottosuolo, svelando le macchinazioni di un pericoloso beholder di nome K'varn, a capo di un'intera città di mind flayer, e riuscendo a sconfiggerlo assieme Lady Kima e vari altri alleati.

#### Arco Narrativo di Vasselheim
| nº | Titolo                    | Pubblicazione     |
| -- | ------------------------- | ----------------- |
| 17 | Hubris                    | 23 luglio 2015    |
| 18 | Trial of the Take: Part 1 | 30 luglio 2015    |
| 19 | Trial of the Take: Part 2 | 6 agosto 2015     |
| 20 | Trial of the Take: Part 3 | 13 agosto 2015    |
| 21 | Trial of the Take: Part 4 | 20 agosto 2015    |
| 22 | Aramente to Pyrah         | 27 agosto 2015    |
| 23 | The Rematch               | 10 settembre 2015 |

Giunti nella città di Vasselheim, i Vox Machina si imbattono in una gilda di cacciatori locale, gli Sterminatori, e, per evitare l'accusa di bracconaggio, sono costretti a dividersi in due gruppi ed affrontare ciascuno una prova della gilda con la supervisione di alcuni loro membri: il primo gruppo, composto da Scanlan, Percy, Vex'ahlia e Grog, viene affiancato dalla strega Lyra e dalla tiefling warlock Zahra per dare la caccia a un drago bianco; mentre il secondo gruppo, composto da Keyleth, Vax'ildan e Tiberius, viene affiancato dal chierico Kashaw e dal nano guerriero Thorbir per cacciare una rakshasa. Superate le prove, Keyleth visita inoltre un'altra tribù di druidi come parte del suo Aramenté, il viaggio sacro delle tribù Ashari.

#### Arco Narrativo dei Briarwood
| nº | Titolo                       | Pubblicazione     |
| -- | ---------------------------- | ----------------- |
| 24 | The Feast                    | 17 settembre 2015 |
| 25 | Crimson Diplomacy            | 24 settembre 2015 |
| 26 | Consequences and Cows        | 1º ottobre 2015   |
| 27 | The Path to Whitestone       | 8 ottobre 2015    |
| 28 | The Sun Tree                 | 15 ottobre 2015   |
| 29 | Whispers                     | 22 ottobre 2015   |
| 30 | Stoke the Flames             | 29 ottobre 2015   |
| 31 | Gunpowder Plot               | 5 novembre 2015   |
| 32 | Against the Tide of Bone     | 12 novembre 2015  |
| 33 | Reunions                     | 12 novembre 2015  |
| 34 | Race to the Ziggurat         | 3 dicembre 2015   |
| 35 | Denouement                   | 10 dicembre 2015  |
| 36 | Winter's Crest in Whitestone | 17 dicembre 2015  |
| 37 | A Musician's Nostalgia       | 7 gennaio 2016    |
| 38 | Echoes of the Past           | 14 gennaio 2016   |

Tiberius abbandona definitivamente i Vox Machina per percorrere il suo cammino. Nell frattempo il gruppo ha uno scontro con Lord Sylas e Lady Delilah Briarwood, i signori di Whitestone, dopo che Percy ha loro confessato che sono saliti al potere massacrando e deponendo la sua intera famiglia. Imprigionati dopo tale aggressione, ai Vox Machina vengono concesse poche settimane per portare al Consiglio delle prove a sostegno delle loro accuse contro i Briarwood, motivo per il quale si infiltrano di nascosto a Whitestone scoprendo i legami della coppia con la necromanzia e la loro appartenenza a un culto segreto; dunque, assieme al nascente movimento di ribellione e a Cassandra - sorella minore di Percy rimasta prigioniera dei due per anni -, i Vox Machina riescono a uccidere entrambi i Briarwood prima che completino un misterioso rituale di evocazione nel sottosuolo del castello mentre Percy, dopo aver scoperto che le sue azioni sono state fino ad allora manipolate dal demone della vendetta Orthax, si libera dalla sua influenza e porta a Whitestone la democrazia affidandola alla sorella. Nei due episodi finali, Scanlan scopre di avere avuto una figlia da una relazione passata, che ora si esibisce come artista di strada in una compagnia errante.

#### Arco Narrativo del Conclave Cromatico
| nº       | Titolo                        | Pubblicazione     |
| 1ª Parte | 1ª Parte                      | 1ª Parte          |
| -------- | ----------------------------- | ----------------- |
| 39       | Omens                         | 21 gennaio 2016   |
| 40       | Desperate Measures            | 28 gennaio 2016   |
| 41       | In Ruins                      | 4 febbraio 2016   |
| 42       | Dangerous Dealings            | 11 febbraio 2016  |
| 43       | Return to Vasselheim          | 18 febbraio 2016  |
| 44       | The Sunken Tomb               | 10 marzo 2016     |
| 45       | Those Who Walk Away           | 17 marzo 2016     |
| 46       | Cindergrove Revisited         | 24 marzo 2016     |
| 47       | The Family Business           | 31 marzo 2016     |
| 48       | Into the Frostweald           | 7 aprile 2016     |
| 49       | A Name Is Earned              | 14 aprile 2016    |
| 50       | Best Laid Plans...            | 21 aprile 2016    |
| 51       | Best Laid Plans...            | 28 aprile 2016    |
| 52       | The Kill Box                  | 5 maggio 2016     |
| 53       | At Dawn, We Plan!             | 16 maggio 2016    |
| 54       | In the Belly of the Beast     | 19 maggio 2016    |
| 55       | Umbrasyl                      | 2 giugno 2016     |
| 56       | Hope                          | 9 giugno 2016     |
| 2ª Parte |                               |                   |
| 57       | Duskmeadow                    | 16 giugno 2016    |
| 58       | A Cycle of Vengeance          | 23 giugno 2016    |
| 59       | Into the Feywild              | 7 luglio 2016     |
| 60       | Heredity and Hats             | 14 luglio 2016    |
| 61       | Denizens of the Moonbrush     | 28 luglio 2016    |
| 62       | Uninviting Waters             | 6 agosto 2016     |
| 63       | The Echo Tree                 | 11 agosto 2016    |
| 64       | The Frigid Doom               | 18 agosto 2016    |
| 65       | The Streets of Ank'Harel      | 25 agosto 2016    |
| 66       | A Traveler's Gamble           | 8 settembre 2016  |
| 67       | The Chase to Glintshore       | 15 settembre 2016 |
| 68       | Cloak and Dagger              | 22 settembre 2016 |
| 3ª Parte |                               |                   |
| 69       | Passed Through Fire           | 29 settembre 2016 |
| 70       | Trust                         | 6 ottobre 2016    |
| 71       | Vorugal                       | 13 ottobre 2016   |
| 72       | The Elephant in the Room      | 20 ottobre 2016   |
| 73       | The Coming Storm              | 27 ottobre 2016   |
| 74       | Path of Brass                 | 3 novembre 2016   |
| 75       | Where the Cards Fall          | 10 novembre 2016  |
| 76       | Brawl in the Arches           | 17 novembre 2016  |
| 77       | Clash at Daxio                | 1º dicembre 2016  |
| 78       | The Siege of Emon             | 8 dicembre 2016   |
| 79       | Thordak                       | 15 dicembre 2016  |
| 80       | Raishan                       | 5 gennaio 2017    |
| 81       | What Lies Beneath the Surface | 12 gennaio 2017   |
| 82       | Deadly Echoes                 | 19 gennaio 2017   |
| 83       | The Deceiver's Stand          | 26 gennaio 2017   |
| 84       | Loose Ends                    | 2 febbraio 2017   |

Poco dopo il ritorno dei Vox Machina a Emon, la città viene attaccata da quattro antichi draghi cromatici riunitisi in un Conclave, evento che provoca la morte del Sovrano Uriel e varie altre figure politiche, con la conseguente caduta del regno, che finisce in mano ai draghi. Per risolvere la situazione, i Vox Machina intraprendono un lungo viaggio per il mondo volto al recupero di alcuni manufatti magici che conferiscano loro potere a sufficienza per sconfiggere le quattro creature; nel corso di tali peregrinazioni Vax diviene un servitore della dea della morte nota come Regina dei Corvi, Grog uccide suo zio Kevdak vendicandosi per essere stato esiliato dalla sua orda anni prima, Percy ha un confronto finale con Anna Ripley - ultima seguace sopravvissuta dei Briarwood - e, ritrovati i manufatti, il gruppo stringe un'alleanza col potente drago metallico Devo'ssa, per poi assassinare tutti e quattro i draghi della Conclave Cromatica liberando il regno.

#### Arco Narrativo di Taryon Darrington
| nº | Titolo                 | Pubblicazione    |
| -- | ---------------------- | ---------------- |
| 85 | A Bard's Lament        | 9 febbraio 2017  |
| 86 | Daring Days            | 16 febbraio 2017 |
| 87 | Onward to Vesrah       | 23 febbraio 2017 |
| 88 | angled Depths          | 2 marzo 2017     |
| 89 | Curious Tides          | 9 marzo 2017     |
| 90 | Voice of the Tempest   | 16 marzo 2017    |
| 91 | Vox Machina Go to Hell | 23 marzo 2017    |
| 92 | Deals in the Dark      | 30 marzo 2017    |
| 93 | Bats out of Hell       | 6 aprile 2017    |
| 94 | Jugs and Rods          | 13 aprile 2017   |
| 95 | One Year Later...      | 27 aprile 2017   |
| 96 | Family Matters         | 4 maggio 2017    |
| 97 | Taryon, My Wayward Son | 11 maggio 2017   |
| 98 | The Mines of the Many  | 18 maggio 2017   |
| 99 | Masquerade             | 1º giugno 2017   |

Dopo le vicende del Conclave, Scanlan decide di allontanarsi temporaneamente dal gruppo in quanto la sua dipendenza dalla droga nota come "spezie" e i suoi costanti disaccordi con gli altri culminano in una brusca lite. Tempo dopo, durante una missione ad Ank'Harel, nel continente di Marquet, i Vox Machina incontrano Taryon Darrington, un aspirante scrittore ed avventuriero inesperto che si unisce a loro e li accompagna per le avventure successive fino a trovare, dalle esperienze vissute con loro, il coraggio di fare coming out con la propria famiglia; il gruppo aiuta inoltre Keyleth a completare il suo Aramenté avventurandosi con lei negli inferi. Successivamente il gruppo si prende un anno di pausa durante il quale Grog e Pike vagano alla ricerca di Scanlan senza successo, Percy e Vex continuano la loro relazione stabilendosi a Whitestone, Vax e Keyleth vanno a convivere a Zephrah, la patria degli Ashari dell'Aria. Tempo dopo il gruppo si riunisce e Scanlan fa il suo ritorno informandoli di un pericolo imminente.

#### Arco Narrativo del Culto di Vecna
| nº  | Titolo                | Pubblicazione     |
| --- | --------------------- | ----------------- |
| 100 | Unfinished Business   | 8 giugno 2017     |
| 101 | Thar Amphala          | 15 giugno 2017    |
| 102 | Race to the Tower     | 22 giugno 2017    |
| 103 | The Fate-Touched      | 29 giugno 2017    |
| 104 | Elysium               | 6 luglio 2017     |
| 105 | The Fear of Isolation | 13 luglio 2017    |
| 106 | The Endless Atheneeum | 27 luglio 2017    |
| 107 | Scaldseat             | 3 agosto 2017     |
| 108 | The Core Anvil        | 10 agosto 2017    |
| 109 | The Ominous March     | 17 agosto 2017    |
| 110 | The Climb Within      | 24 agosto 2017    |
| 111 | Shadows of Thomara    | 14 settembre 2017 |
| 112 | Dark Dealings         | 21 settembre 2017 |
| 113 | The Final Ascent      | 28 settembre 2017 |
| 114 | Vecna, the Ascended   | 5 ottobre 2017    |
| 115 | The Chapter Closes    | 12 ottobre 2017   |

Scanlan informa il gruppo di aver scoperto un culto di Vecna, potente semidio lich nonché essere venerato dai Briarwood, che mira ad ascendere a divinità a tutti gli effetti e dominare Exandria. Nonostante gli sforzi, i Vox Machina falliscono nell'impedire l'ascensione di Vecna che, di conseguenza, ascende ad unica divinità rinchiudendo gli altri Dèi al di fuori dei Cancelli Divini di modo da impedire loro d'interferire direttamente col mondo reale. Tramite la concessione indiretta di poteri temporanei da parte di alcune divinità ancestrali e il sacrificio di Vax, che rinuncia alla forma mortale divenendo il Campione della Regina dei Corvi, i Vox Machina riescono infine a triofare su Vecna in un'epica battaglia bandendolo definitivamente dall'esistenza.

### Campagna post-streaming
Un anno dopo la fine della campagna, tramite gli one shot Vox Machina: The Search for Grog (giocato dal vivo in teatro a Los Angeles) e Vox Machina: The Search for Bob sono stati raccontati alcuni episodi avvenuti in parallelo alle vicende conclusive della campagna e precedentemente non raccontati; mentre Vox Machina's Summer Reunion at Dalen's Closet è ambientato un anno dopo l'epilogo durante il rinnovo dei voti nuziali di Vex e Percy su una spiaggia a Marquet assieme a tutti i loro amici e familiari, incluso Vax grazie a un desiderio espresso da Scanlan alla Regina dei Corvi.

## Critica
Nel 2016 la prima campagna di Critical Role è stata candidata a uno Streamy Awards nella categoria Gaming mentre, in data gennaio 2021, il primo episodio aveva totalizzato un totale di 15 milioni di visualizzazioni su YouTube.
La durata dello spettacolo è stata sottolineata da numerosi critici. Nel 2016, Ben Kuchera di Polygon ha scritto: «secondo Geek e Sundry, lo show ha raggiunto oltre 37 milioni di minuti guardati, con più di un milione di minuti guardati per ogni episodio su Twitch. L'account YouTube dello show ha oltre 1,3 milioni di iscritti e 10.000 abbonati su Twitch. Ciò che sorprende ancora di più è che seguire la storia richiede un impegno sostanziale da parte dello spettatore. Gli episodi di Critical Role spesso durano più ore, o possono anche essere suddivisi in varie parti. [...] Il primo episodio ora ha più di 650.000 visualizzazioni su YouTube e continua a essere visto mentre le persone diventano fan dello spettacolo e si aggiornano sugli episodi passati». Nel 2017, Chris DeVille di The Verge ha dichiarato che Critical Role è «probabilmente la più popolare e influente serie di gioco di ruolo dal vivo su D&D» e che «l'archivio YouTube del primo episodio di Critical Role ha accumulato più di 5 milioni di visualizzazioni — questo per un video di tre ore composto quasi interamente da amici seduti intorno a un tavolo che recitando personaggi stravaganti. Due anni e 114 mastodontici episodi dopo, le loro avventure immaginarie hanno dato vita a un fumetto, un artbook e persino una linea di merchandising [...] — il tutto oltre a ispirare innumerevoli opere d'arte, musica e letteratura da parte dai fan».
Jevon Phillips del Los Angeles Times nel 2017 ha scritto che Critical Role «è solo ossa. Mercer guida l'azione narrativa come dungeon master e un gruppo di giocatori [...] si siedono a un tavolo e interpretano degli scenari, a volte per più di quattro ore». Phillips ha inoltre scritto che «combinare le due cose - guardare persone su uno schermo (online o TV) che giocano di ruolo - sembrerebbe andare un passo troppo oltre in termini di necessità d'intrattenimento. [...] Il fatto che questi programmi possano avere una media di centinaia di migliaia di visualizzazioni è probabilmente di smarrimento per chi non guardano regolarmente la TV online (ossia gli spettatori più anziani)». Ryan Teitman di Slate ha dichiarato «certo, è banale, ma gli attori vendono le loro interpretazioni così bene che inizi davvero a restare coinvolto nei loro archi emotivi». Teitman ha evidenziato l'impatto emotivo di un devastante attacco su tutta la città: «in mezzo al caos, perlustrano le strade, cercando disperatamente amati amici ed alleati. E in quei momenti, ho dimenticato che stavo guardando D&D: ho visto solo l'angoscia sui volti di ciascuno degli attori mentre tutto ciò che i loro personaggi avevano imparato ad amare è crollato intorno a loro. Mi chiedevo come avrebbero potuto affrontare così tanta morte e distruzione».
Nel 2020 Alexandria Turney di Screen Rant ha evidenziato che iniziare Critical Role può essere "un po' scoraggiante" e che la qualità della campagna uno «è notevolmente carente rispetto agli episodi futuri che possono essere scoraggianti per chi non è già coinvolto», mentre la campagna due è «fortemente raccomandata da guardare per i nuovi Critters perché rende più facile innamorarsi del cas e, fatto ciò, è più semplice tornare indietro e guardare alcune sessioni di qualità inferiore della campagna uno».
Emily Duncan di Tor.com, in merito a se iniziare a guardare Critical Role dalla campagna uno o due, ha scritto: «cominciate dall'inizio con Vox Machina semplicemente perché sapete in anticipo per quanti episodi vi state impegnando. La qualità dell'audio per i primi venti episodi o giù di lì è un po' ruvida e c'è un certo imbarazzo, come prevedibile dato che il gruppo porta qualcosa che era stato personale e privato sotto gli occhi del pubblico». Duncan ha poi sottolineato: «un consenso popolare, e che io raccomando, è cominciare con l'episodio 24, che è l'inizio dell'arco narrativo dei Briarwood, quando il gruppo si ritrova coinvolto nella ricerca di vendetta di Percy contro una coppia dai poteri vampirici che ha assassinato la sua famiglia. Cominciando da lì si saltano i primi due archi narrativi, le miniere di Kraghammer e le avventure a Vasselheim (noto anche come la Prova del Take), ma tutti al tavolo sono più a loro agio e l'energia del gruppo è più vibrante dopo l'allontanamento di un giocatore che aveva creato qualche tensione all'interno dei primi due archi. Poiché la campagna ti lascia già in un punto casuale all'inizio di una missione, è facile iniziare un po' più dopo e recuperare abbastanza rapidamente ciò che è successo in precedenza».